# Мотиле (Нижньосілезьке воєводство)
Мотиле (пол. Motyle, нім. Ober Neuhammer) — село в Польщі, у гміні Ґромадка Болеславецького повіту Нижньосілезького воєводства.
Населення — 60 осіб (2011).
У 1975-1998 роках село належало до Легницького воєводства.

## Демографія
Демографічна структура станом на 31 березня 2011 року:
|          | Загалом | Допрацездатний вік | Працездатний вік | Постпрацездатний вік |
| -------- | ------- | ------------------ | ---------------- | -------------------- |
| Чоловіки | 32      | 9                  | 21               | 2                    |
| Жінки    | 28      | 5                  | 15               | 8                    |
| Разом    | 60      | 14                 | 36               | 10                   |